# Clibadium armanii
Clibadium armanii là một loài thực vật có hoa trong họ Cúc. Loài này được (Balb.) Sch.Bip. ex O.E.Schulz mô tả khoa học đầu tiên năm 1912.